# Camille Lacourt
Camille Lacourt (Narbona, Llenguadoc, 22 d'abril de 1985) és un nedador nord-català especialista en la modalitat d'esquena, especialment en els 50 i 100 metres.

## Biografia
Tot i néixer a Narbona, Camille s'inicia en la natació als 5 anys a la Cabanassa i als 16 anys s'integra a l'equip de Font-Romeu. Aconsegueix el bronze en 50 metres esquena als campionats de França de cadets. Actualment és considerat dels millors nedadors d'esquena francesos de començament del segle xxi, ha aconseguit diversos títols de campió de França i rècords per aquest estat, malgrat haver canviat dos cops de club entre 2006 i 2008. A nivell internacional, l'any 2009 aconsegueix plaça de finalista als campionats del món de natació de Roma en la modalitat dels 50 metres esquena. L'any 2010 aconsegueix ser tri-campió d'Europa en 100 i 200 metres esquena i en el relleu 4x100 m lliures als campionats d'Europa de natació a Budapest. El 26 de juliol de 2011 assoleix el títol de campió de món empatant amb el francès Jérémy Stravius a la prova dels 100 metres esquena amb un temps de 52 segons amb 76 centèsimes.